# 贝尔内克斯
贝尔内克斯（法語：Bernex，法語發音：[bɛʁnɛks]）是法国上萨瓦省的一个市镇，属于托农莱班区。

## 地理
贝尔内克斯（46°21'41"N, 6°40'30"E）面积22.31 平方千米，位于法国奥弗涅-罗讷-阿尔卑斯大区上萨瓦省，该省份为法国东部省份，历史上为薩伏依的一部分，北与瑞士接壤，西接安省，南至萨瓦省，东与瑞士和意大利接壤。
与贝尔内克斯接壤的市镇（或旧市镇、城区）包括：吕格兰、诺韦勒、圣波勒昂沙布莱、托隆莱梅米斯、瓦什雷斯、万济耶。
贝尔内克斯的时区为UTC+01:00、UTC+02:00（夏令时）。

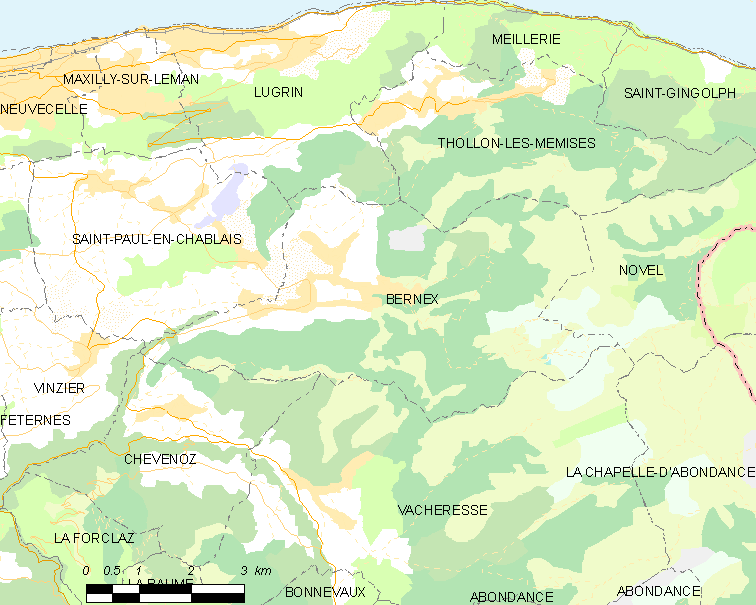
贝尔内克斯的OSM定位图

## 行政
贝尔内克斯的邮政编码为74500，INSEE市镇编码为74033。

## 政治
贝尔内克斯所属的省级选区为埃维昂莱班县。

## 人口

1962-2008年间贝尔内克斯人口变化图示

贝尔内克斯于2022年1月1日时的人口数量为1450人。